# Le Tournoi des Dames
Le Tournoi des Dames est un poème rédigé par Hugues III, Seigneur d’Oisy est issu d’une des plus anciennes et des plus puissantes familles du Cambrésis. Il est le fils de Simon, Seigneur d’Oisy et de Crèvecœur, Châtelain de Cambrai et d’Ade de Meaux, et le petit-fils du fondateur de l’Antique Abbaye de Vaucelles.
Hugues d’Oisy vécut à la fin du règne de Louis VII de France, dit le jeune et au commencement de celui de Philippe Auguste. Après que son frère cadet eut été tué dans un combat en 1164 contre Thierry d'Alsace, Comte de Flandre, il épousa en premières noces Pétronille de Lorraine, sœur du même comte, et se trouve mentionné avec elle dans plusieurs chartes, notamment dans celle de l’Abbaye de Marchiennes daté de l’an 1171. Il y eut séparation entre ces deux époux en 1177 où elle se retire comme religieuse à Messine. Le Châtelain de Cambrai épouse alors en secondes noces Marguerite de Blois, dont il n’eut pas plus d’héritier que de sa première femme. Il n’enfanta que des vers, qui, heureusement, sont venus jusqu’à nous. 
Doué d’un esprit vif et passablement narquois, Hugues d’Oisy s’occupa à rimer des chansons dans lesquelles on remarque la hardiesse et un mordant satirique qui dénote tout l’aplomb que pouvait donner à l’auteur la richesse et la puissance. Il mourut jeune encore en l’année 1190. 
Deux chansons de Hugues d’Oisy subsistent de nos jours, l’une d’elles est intitulée Li Tornois des Dames, monseigneur Huon d’Oisy. Cette œuvre est une pièce véritablement curieuse et digne de l’attention des érudits qui veulent étudier l’histoire des mœurs du Moyen Âge aux véritables sources. Ce petit poème, plein d’intérêts, en dit plus sur les usages de la haute noblesse du temps que les plus gros livres. La scène se passe rigoureusement entre les années 1172 et 1188, nous la supposons vers 1180, époque de l’avènement de Philippe Auguste au trône de France.
Il paraît que les Dames, Marguerite d’Oisy, femme de l’auteur, les Comtesses de Champagne, de Crespi, de Clermont, la Senéchale Yolent, la Dame de Coucy, Adélaïde de Nanteuil, Alix d’Aiguillon, Mariseu de Juilly, Alix de Montfort, Isabeau de Marly et une foule d’autre s’étaient réunies au château de Lagny, devant le château de Torcy, sur les bords fleuris de la Marne, pour un tournoi dameret, où elles désiraient juger par elle-même, en combattant entre elles, quels étaient les dangers véritables que couraient leurs amis de cœur toutes les fois qu’il rompaient ainsi des lances en leur honneur.
Cette idée est singulière et n’a pu germer que dans les têtes de ces femmes fortes du douzième siècle. Le Seigneur d’Oisy ne se gêne pas pour nommer les Dames combattantes, pour rappeler leurs cris de familles et énumérer leurs charmes.
Sa chanson est une chronique du temps, qui nous donne l’état de la haute société à cette époque et ce qui a pu être une indiscrétion il y a huit siècles sert aujourd’hui de renseignements généalogiques et peut fournir d’irrécusables titres de noblesse aux familles. Assurément, les femmes du Tournoi de Lagny n’avaient pas prévu qu’une fantaisie féminine pourrait un jour servir d’illustration à leurs descendants.

## Le texte
| Texte original | Traduction |
| --- | --- |
| En l’an que chevaliers sont ébaubis Ke d’armes noient ne font si hardi Les Dames tornoier vont à Lagny Le tornoiement plévi La Comtesse de Crespi Et ma Dame de Couci Dient que savoir voudront Quel li coups sont Que pour eles font Lour ami. Les dames par tout le mont Pour chassier font Quel ez mènront Chascune od li Quant es prez venuez sont Armer se font Assambler vont Devant Torchi Yolenz de Cailli vo Vait premiers assambler Marguerite d’Oisi Muet à li pour jouter. Amisse au corz hardi Li vait son fraim haper Quand Marguerite se voit rauser Cambrai ! crie, son frein prend à tirer Re deffendre le veist et meller. Quand Catherine au viz cler Se commence à desrouter El passe avant au crier Ri donc la veist aler Resnes tirer Et coupz donner Et départir Et grosses lances quasser Et ferz sonner Et detentir Des hiaumes le capeler Faire effondrer Par grant aïr Devers la coue vint Une rescousse grant Ysabel qui férir Lez vait de maintenant. La senescaussesse aussi Nez vait mie épargnant. Une route vint de là tout errant Adeluye, ri Nantuel vait criant Avec la senescaussesse Yolent Aeliz en vait devant. De Trie aiguillon criant Moult vait bien les rens cerchant La roine sour ferrant Vint par devant Ferue là. D’une mache en l’aubere blanc Sans contremant Emmi le camp Potée là. Jehanne la Gaaigne vint atignant Re maint serjant Y amena Isabiauz tout errant Leur aelez descent De monciaux la vaillant Ri la fiance en prent Leur un ronci trotant L’enmena erraument La Comtesse de Campaigne Vint sur un cheval d’Espaigne Ne fit pas longue bergaigne A lor gent Tous les encontre et atent Mout si combat fierement Seur li furent plus de cent. Aeliz lez mainz li tent Au fraim la prent Od sa compaigne Aeliz, montfort criant Qui la descent Comment qu’il praigne Et li ostage Yolent Mout boinement Re de noient Ne si desdaigne Ele n’est pas d’Alemaigne Ysabiaut que savons Vint poignant en la plaigne Ez lour fiert a bandon Sovent crie l’ensaigne Alom lour chastillon Une route vint de la alarron Amisse à la flourclose vait environ Et sa lance pécoïa son blazon Lille crie « or lom alom » Tost à fraim eles s’en vont. La Comtesse de Clermont A ferrue d’un tronçon Emmi le front Qui en un roïon Couchiée l’a Clémence fiert d’un baston Et sans raison « Biairsart » cria Toutes desconfites sont Fuiant s’en vont Nule d’el mont Ni demora Quand bouloigne rescria Yde au cors houvré Premiere recouvra Au trepas d’un fossé Comtesse au fraim prise a Dex Aïe ! a crié Mout fut grant li feries qui fut là Ysabiaus point de Marli qui cria Dex Aïe ! maisnt coupz prie et donna ; Une troupe vint delà, Gertrus qui « Merlou » cria Parmi les gues les chaca Agnes de tricese va Qui maint coup parmi les bras Le jour senti, Maint lances pécoïa Maint fraim tira Maint coups donna Maint en féri Beatris cria « Poissy » Il n’e a meilleur de li Et joie point d’arsi (23) Et muet contre mariseu de julli Et fait là à terre verser Puis commence seur li Saint Denise à crier Tresout li panet i vint en couroi Aelis de roileiz au corz fai (24) Climence point devant li de Bruai (25) Sezile vint tout à droit De compaigne a desroi Et fiert ysabel d’Ausnai (26) Qu’emmi les lor l’abattoit (26) Seur li venoit A grant exploit Bele Aelis Qui « Garlandon » rescrioit (27) Agnes venoit Criant Paris (28) Ade de parcain les voit (29) « Biaumont » crioit Tost lor aloit Emmi les vis Agnes i vi Venir tost de Cresson Essart Ysabiaus point aussi Quist de vile-gaignart (31) Li tornois départi Pour ce que trop fut tard. Poi ai dit, si m’en repent, et conté Au demain tornoiement ont crié. De la proesce Yolent vous direi : Tost à l’elme fermé Sor morel la briève Prist l’escu eskequere Puceles fait arouter Parmi les tres lances, porter Lor a fait cent N’a pas trives demandé Sans arester Vait por jouster Droit à la gent. Entorli ont fichulé et viélé Si r’esgardé L’ontdurement Vencu a et oultré Tout de ca et de là Dessous Torci el pré Son pavillon dreca Illuce fut d’a donné La nuit quanques ele a | En l’an que les chevaliers sont déconcertés Qu’il ne font rien de si hardi en armes Les dames vont tournoyer à Lagny Le tournoi promis La Comtesse de Crespi Et la dame de Coucy Disent qu’elle voudraient savoir Ce que sont les coups Que se donne pour elles Leur ami Les dames vont par mont Pour solliciter Qui elles mèneront Chacune avec elles Quand elles seront prêtes à venir Elles se font armer Se rassemblent devant Torcy Yolande de Cailly Va en première combattre Marguerite d’Oisy Se porte à elle pour jouter. Amisse au corps hardi Va lui saisir sa bride Quand Marguerite se voit poursuivie Elle crie Cambrai ! et tourne bride Se défend de face et se jette dans la mêlée Quand Catherine au visage frais Commence à se dérouter Et passe avant en criant Va donc au combat Tire les rênes Donne des coups Et distribue Et casse de grosses lances Et frappe en sonnant Et retentissent Les Heaumes au chef Bosselé Avec grande colère Derrière la queue vint Un grand fracas C’est Isabelle qui frappe Et arrive maintenant La Sénéchale aussi Ne va pas en épargnant. Une troupe vint de là soudain Elise de Nanteuil va en criant Avec la Sénéchale Yolande Elise va devant Criant De Trie Aiguillon Va souvent chercher les rênes La reine sur Ferrant Vint par devant En frappant D’une hache sur le haubert blanc Sans retard Au milieu du camp Se trouva portée Jeanne la Gaigne vint avec irritation Et maint sergent Y amena Isabelle toute prompte Tombe sur elles De Mouciaux la voyant En prend confiance Sur un petit cheval trottant L’emmena vivement La Comtesse de Champagne Vint sur un cheval d’Espagne Et ne fit pas attendre Ses gens Elle les rencontre tous et attend Tant de combat fièrement Sur elle ils furent plus de cent Elise lui tend les mains Et lui prend la bride Avec sa compagne Elise qui crie Montfort Elle la descend Bien qu’elle se défende Et de même la troupe de Yolande Tout bonnement Qu’un rien Ne la mettent en colère Elle n’est pas d’Allemagne Isabelle que nous connaissons Vient poignant sur la plaine Et les frappe avec impétuosité Souvent elle crie l’enseigne Louange à Châtillon Une troupe vint en retrait Amisse à la sourdine vient aux environs Et sa lance frappa dans l’écu Lille criait-elle « ou leur louange » À toutes brides, elles s’en vont La Comtesse de Clermont A frappé avec un tronçon Au milieu du front Qui dans un fossé L’a couchée Clémence frappe avec un bâton Et sans raison Crie Biairsart Elles sont toutes défaites Et s’en vont en fuyant Aucune du mont N’y resta Quand Boulogne récria Yde au corps paré La première recouvra Au passage d’un fossé La Comtesse à la bride prise A crié Dieu aide ! Tant fut grande la blessure qu’elle reçut Isabelle pousse de Marly qui cria Dieu Aide ! elle reçut et donna maint coups Une troupe vint de là Gertrude, qui cria « Merlou » Les chassa parmi les gués Agnès de tricese va Après avoir maint coups dans les bras Tout le jour senti Briser maintes lances Tirer maintes brides Maints coups donner Beaucoup frapper Béatrice cria « Poissy » Il n’y en a pas de meilleure qu’elle Ne joignit pas d’Erquy Se porte contre Maryse de Jully Et la fait tomber à terre Puis commence sur elle À crier Saint Denis ! Tous les blessés y vinrent en courant Elise de Roilet au corps paré Clémence pique devant celle de Bruai Cécile vint tout droit Sur sa compagne en désarroi Et frappe Isabelle d’Aunay Qu’au milieu des leurs elle abattit Sur elle vient À grand exploit La belle Élise Qui crie « Garlandon » ! Agnès vient En criant Paris Ade de Parcain les voit Crie « Biaumont » Tous y allèrent Au milieu des visières Agnès vit Venir tous ceux de Cresson Essart Isabelle arrive aussi Sorti de vile-Gagnart Le tournoi fut dispersé Avant que cela fut trop tard J’ai dit peu, je m’en repens, et conté Au lendemain du tournoi ont crié De la prouesse de Yolande je vous dirai : Toutes à casques fermés Sur Morel la petite Prit l’écu triangulaire La pucelle fait conduire Parmi les trois lances porter Leur a fait cent Sans demander de trêves Sans arrêter Va pour jouter Droit sur les gens Tout autour d’elle ont joué de la flûte et de la vielle Elle est escortée Elle l’ont durement Vaincu et mis hors combat Tout de ça et de là Sous Torcy dans un pré Elle dressa son pavillon Là fut donné des plaisirs Tant que la nuit dura |